# Raniżów
Raniżów est une localité polonaise, siège de la gmina de Raniżów, située dans le powiat de Kolbuszowa en voïvodie des Basses-Carpates.